# Nudo Carrick
El nudo Carrick, también conocido como carraca o de calabrote, es un nudo que se utiliza para la unión de dos cuerdas. Su estructura le hace aparecer normalmente en cuadros de nudos de todo el mundo,  al tener un patrón simétrico.

## Realización del nudo
Pasos para la elaboración del nudo:

1. Utilizando uno de los cabos, realizamos un bucle pasando un extremo de la cuerda por encima del otro.
2. Pasamos la segunda cuerda que queremos unir por encima del firme contrario,  y por debajo del otro cabo.
3. Cruzamos la segunda cuerda con su propio firme, por dentro de la primera gaza.
4. Ajustamos el nudo y colocamos las cuerdas.

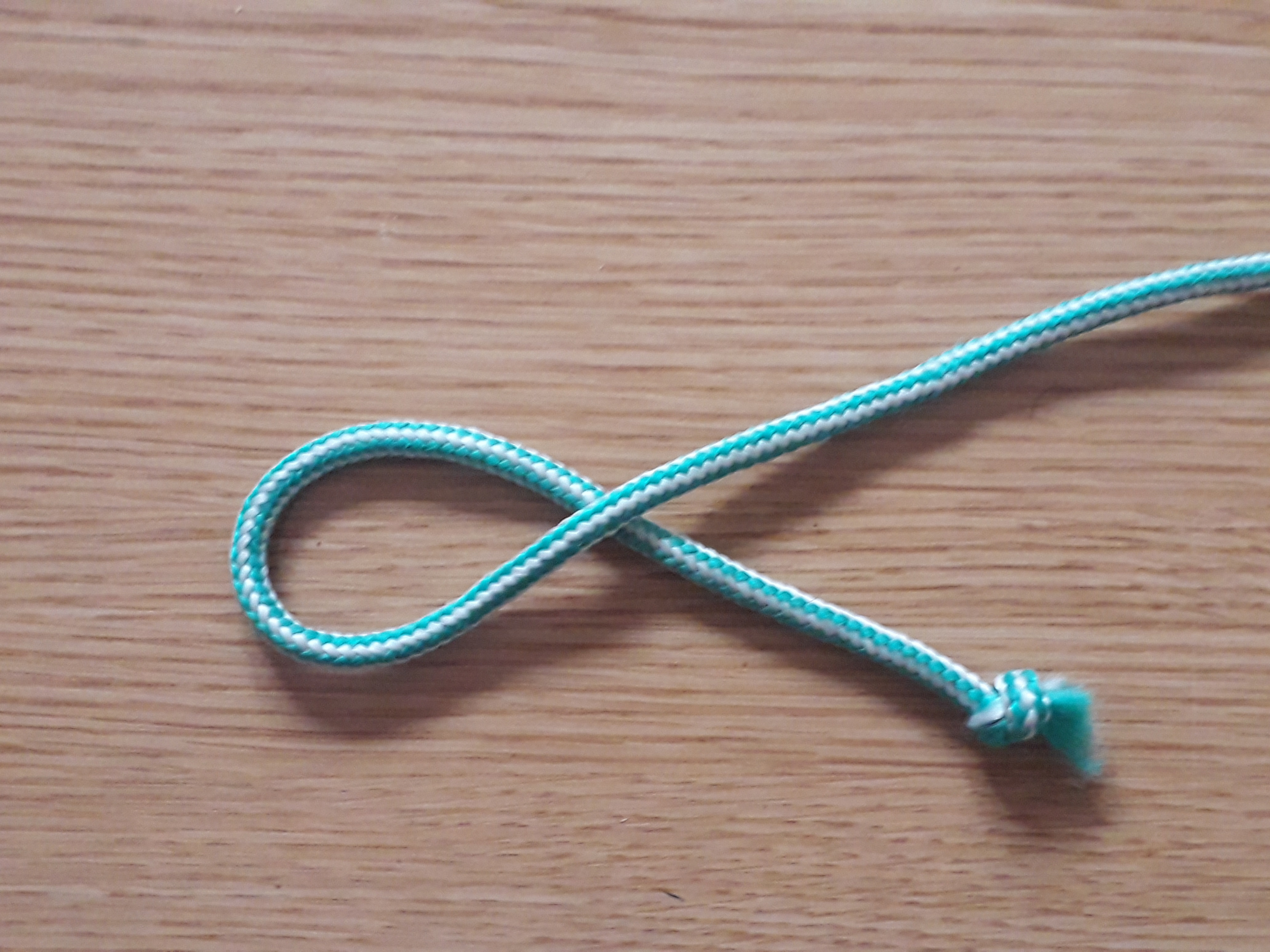
Carrick Paso 1
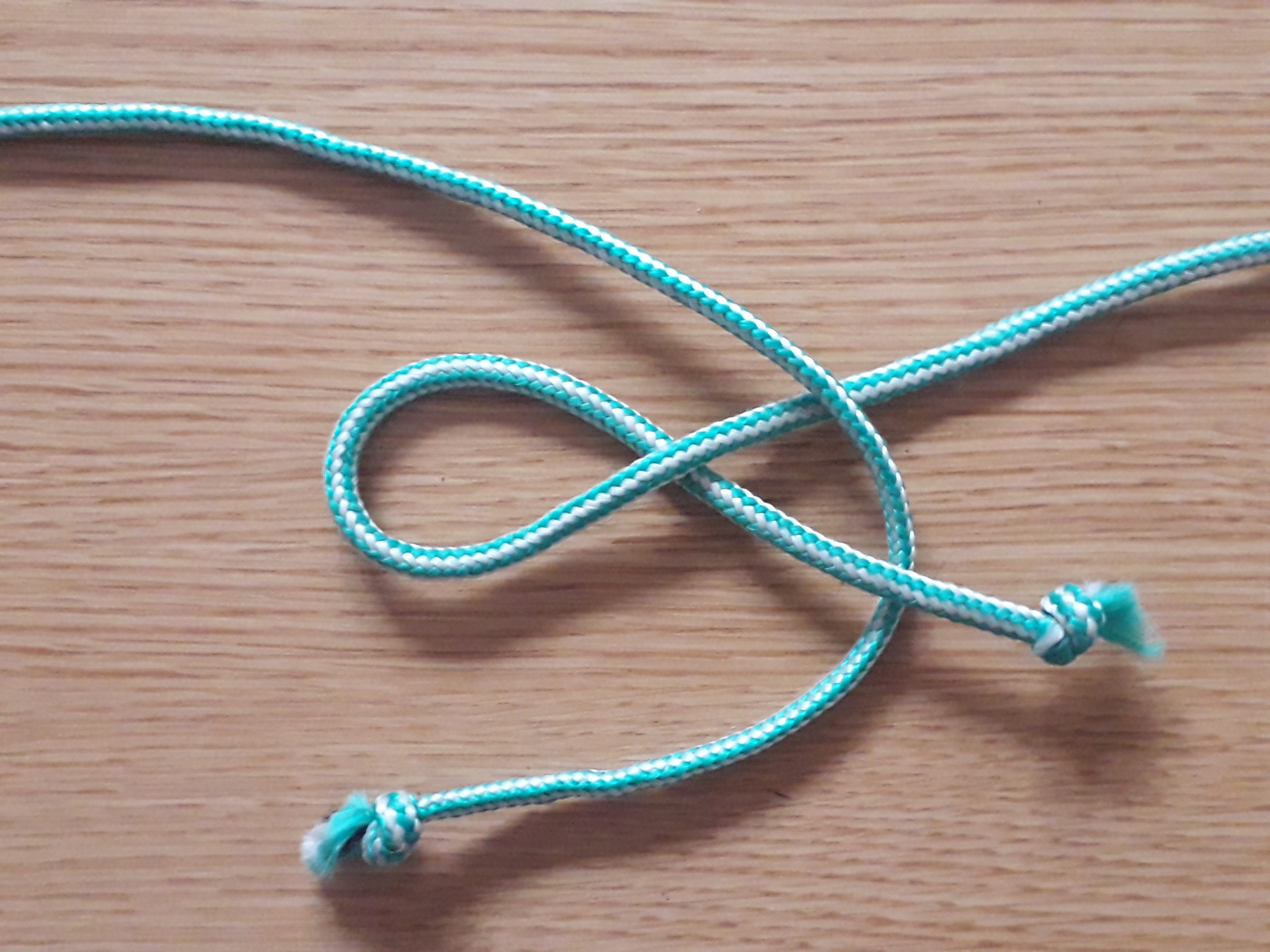
Carrick Paso 2
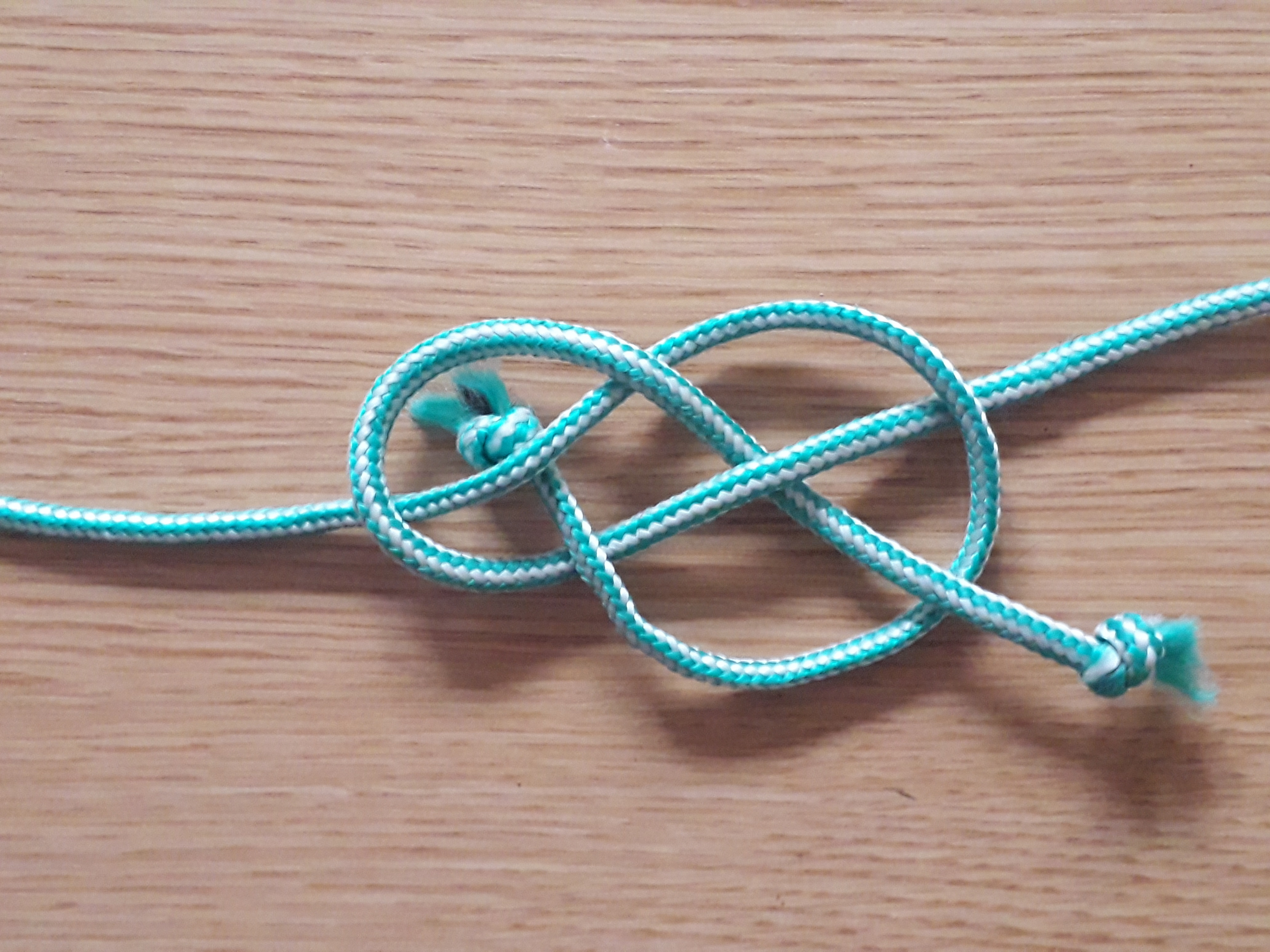
Carrick Paso 3
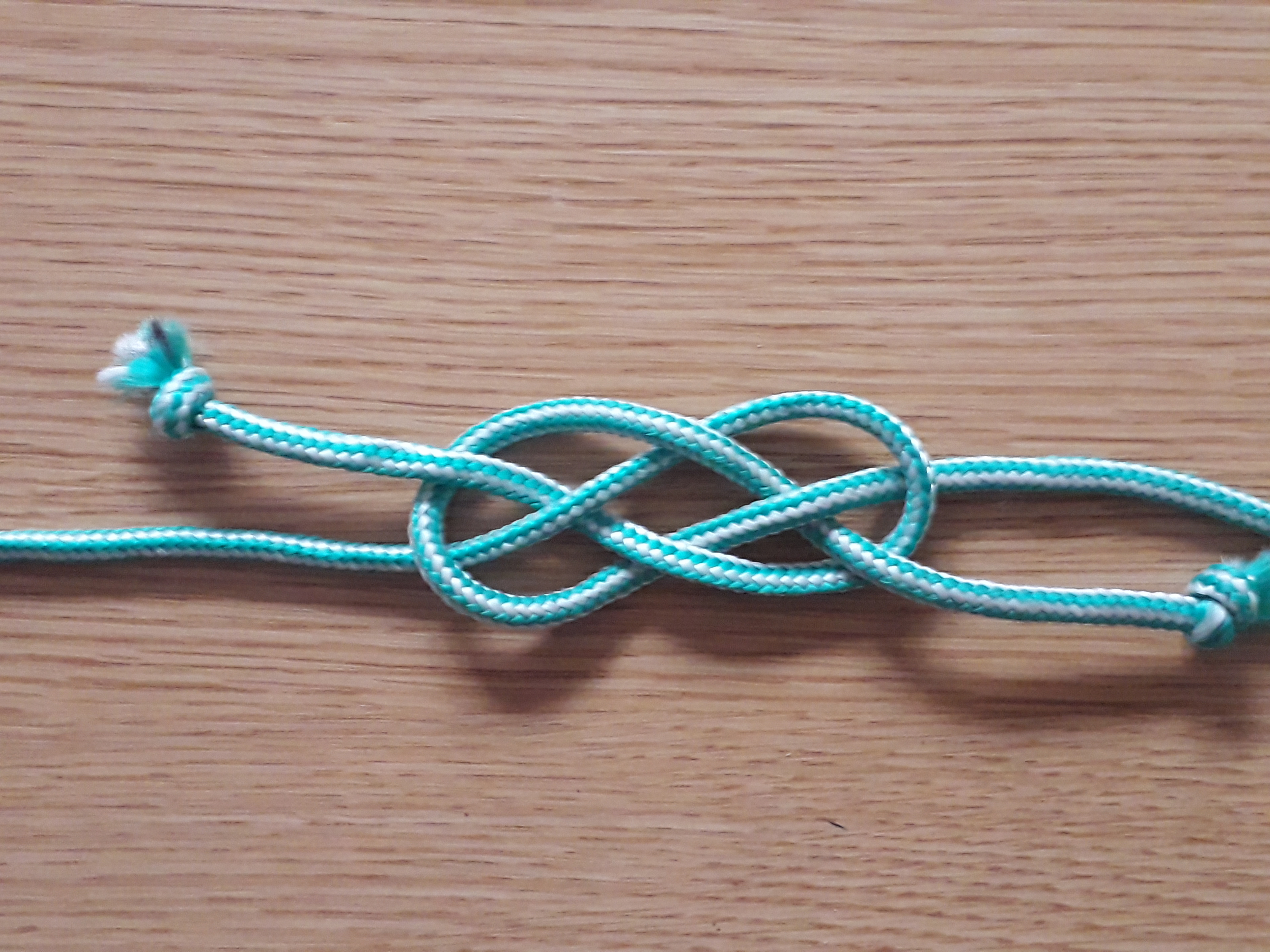
Carrick Paso 4

## Consideraciones sobre la realización de nudos
Los nudos marineros, no se cierran tirando de los extremos de la cuerda,  ya que las cuerdas pueden retorcerse y desbaratar el nudo.  Para que un nudo esté bien realizado, se deben colocar las cuerdas en la posición en la que van a trabajar,  e ir cerrando el nudo hasta su posición definitiva. 
Hacerlo así permitirá que el nudo quede bien realizado y que pueda ser deshecho con facilidad. 